# Secuencia principal

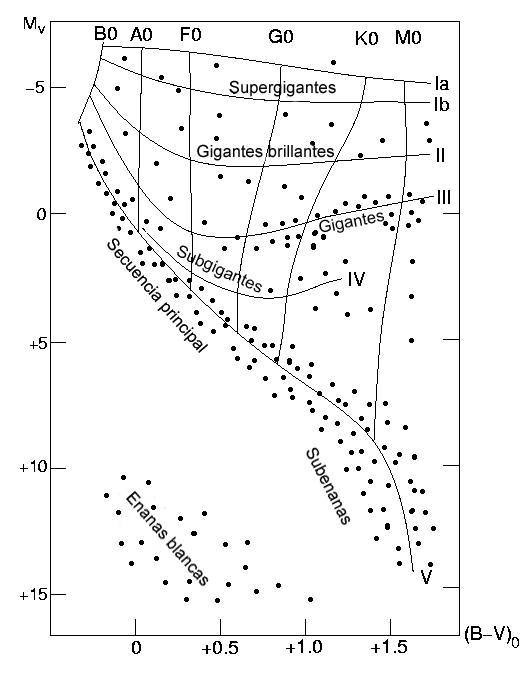
Diagrama Hertzsprung-Russell.

Se denomina secuencia principal a la región del diagrama de Hertzsprung-Russell en la que se encuentran la mayor parte de las estrellas cuyo aspecto común principal es el consumo de hidrógeno como fuente principal de la luminosidad estelar. Es una banda continua y distintiva de estrellas que aparece en las parcelas de color estelar versus brillo. Las estrellas en esta banda son conocidas como estrellas de la secuencia principal. Estas estrellas están consumiendo hidrógeno. 
La secuencia principal contiene estrellas con distintas temperaturas, las más frías son las enanas rojas que además tienen masas bajas. Las estrellas más calientes dentro de la secuencia principal son las  estrellas supermasivas gigantes azules. El diagrama H-R es un diagrama estadístico que muestra la temperatura efectiva de las estrellas en función de su luminosidad. Otras regiones del diagrama están ocupadas por estrellas gigantes de corta vida y evolución rápida, por enanas blancas muy estables y   estrellas variables pulsantes.

## Historia
A principios del siglo XX, se empezó a disponer de información sobre los tipos y distancias de las estrellas. Se demostró que el espectro de las estrellas tenía características distintivas que permitían clasificarlas. Annie Jump Cannon y Edward Charles Pickering del Harvard College Observatory desarrollaron un método de categorización que se conoció como Harvard Classification Scheme, publicado en los Anales de Harvard en 1901.
En Potsdam en 1906, el astrónomo danés Ejnar Hertzsprung observó que las estrellas más rojas -clasificadas como K y M en el esquema de Harvard- podían dividirse en dos grupos distintos. Estas estrellas son mucho más brillantes que el Sol o mucho más débiles. Para distinguir estos grupos, los denominó estrellas «gigantes» y «enanas». Al año siguiente comenzó a estudiar los cúmulos estelares, grandes agrupaciones de estrellas situadas aproximadamente a la misma distancia. Para estas estrellas, publicó los primeros gráficos de color frente a luminosidad. Estos gráficos mostraban una secuencia prominente y continua de estrellas, a la que denominó Secuencia Principal.
En la Universidad de Princeton, Henry Norris Russell seguía una línea de investigación similar. Estudiaba la relación entre la clasificación espectral de las estrellas y su brillo real corregido por la distancia, su magnitud absoluta. Para ello, utilizó un conjunto de estrellas con paralaje fiable y muchas de las cuales habían sido clasificadas en Harvard. Cuando trazó los tipos espectrales de estas estrellas frente a su magnitud absoluta, descubrió que las estrellas enanas seguían una relación distinta. Esto permitió predecir el brillo real de una estrella enana con una precisión razonable.
De las estrellas rojas observadas por Hertzsprung, las estrellas enanas también seguían la relación espectro-luminosidad descubierta por Russell. Sin embargo, las estrellas gigantes son mucho más brillantes que las enanas, por lo que no siguen la misma relación. Russell propuso que «las estrellas gigantes deben tener baja densidad o gran brillo superficial, y lo contrario ocurre con las estrellas enanas». La misma curva también mostraba que había muy pocas estrellas blancas débiles.
En 1933, Bengt Strömgren introdujo el término diagrama de Hertzsprung-Russell para denotar un diagrama de luminosidad-clase espectral.Este nombre reflejaba el desarrollo paralelo de esta técnica tanto por Hertzsprung como por Russell a principios de siglo.
A medida que se desarrollaron los modelos evolutivos de las estrellas durante la década de 1930, se demostró que, para estrellas con la misma composición, la masa de la estrella determina su luminosidad y su radio. A la inversa, cuando se conoce la composición química de una estrella y su posición en la secuencia principal, se puede deducir la masa y el radio de la estrella. Esto se conoce como el teorema de Vogt-Russell; llamado así por Heinrich Vogt y Henry Norris Russell. Posteriormente se descubrió que esta relación se rompe un poco para las estrellas de composición no uniforme.
Un esquema refinado para la clasificación estelar fue publicado en 1943 por William Wilson Morgan y Philip Childs Keenan. La clasificación MK asignaba a cada estrella un tipo espectral -basado en la clasificación de Harvard- y una clase de luminosidad.  La clasificación de Harvard se había desarrollado asignando una letra diferente a cada estrella en función de la intensidad de la línea espectral del hidrógeno antes de que se conociera la relación entre los espectros y la temperatura.  Cuando se ordenan por temperatura y se eliminan las clases duplicadas, los tipos espectrales de las estrellas siguen, en orden decreciente de temperatura con colores que van del azul al rojo, la secuencia O, B, A, F, G, K y M. (Una mnemotecnia popular para memorizar esta secuencia de clases estelares es «Oh Be A Fine Girl/Guy, Kiss Me»). La clase de luminosidad iba de I a V, en orden de luminosidad decreciente. Las estrellas de clase de luminosidad V pertenecían a la secuencia principal.
En abril de 2018, los astrónomos informaron de la detección de la estrella «ordinaria» (es decir, secuencia principal) estrella, denominada Icarus (formalmente, MACS J1149 Lensed Star 1), a 9.000 millones de años luz de distancia de la Tierra.

## Características
Las estrellas se sitúan en esta región debido a que tanto el tipo espectral, que se puede relacionar con la temperatura, como la luminosidad de una estrella dependen de su masa {\displaystyle (L\propto M^{3})}. Pero esto es cierto solo a orden cero, es decir durante la etapa de fusión del hidrógeno.
La mayoría de las estrellas permanecen la mayor parte de su vida "activa" en la secuencia principal, evolucionando lentamente en un proceso de contracción gravitatoria cuasiestático. La secuencia principal es, en realidad, una región difusa debido a la variedad de masas y radios, a la presencia de compañeras cercanas, campos magnéticos, a la rotación y a indeterminaciones observacionales, tales como la distancia y correcta evaluación de la luminosidad estelar. La composición química de las estrellas es, también, uno de los factores más importantes a la hora de ubicar una estrella en el diagrama. Existe, de hecho, toda una gama de estrellas pobres en metales que se desplazan a lo largo del diagrama distribuyéndose en grupos suficientemente diferenciados y que reciben el nombre de subenanas y subgigantes, según se trate de estrellas en la etapa de fusión del hidrógeno o de elementos más pesados, respectivamente.
En ocasiones, en astronomía se hace referencia a la secuencia principal de edad 0 o ZAMS (zero age main sequence, en inglés). La ZAMS es una línea teórica, calculada a partir de modelos numéricos realizados por ordenador y que simulan el comportamiento de diferentes estrellas de masa dada cuando comienzan a fusionar el hidrógeno. La mayoría de las estrellas han abandonado ya la ZAMS porque ha transcurrido parte de su vida. Cuando observamos estrellas muy masivas, estas se sitúan más cercana de la ZAMS pues sus vidas son relativamente breves. Esto se puede observar en la menor dispersión de puntos en la zona superior izquierda del diagrama, es decir, la región poblada por estrellas gigantes azules supermasivas.
El Sol es una estrella de la secuencia principal, en la que ha permanecido durante 4500 millones de años, y permanecerá en ella todavía otros 4500 millones de años más. Cuando el suministro de hidrógeno en el núcleo finalice, el Sol comenzará a expandirse y su superficie se enfriará. Como resultado, se convertirá en una gigante roja.
En el caso de las estrellas de baja masa los conocimientos sobre su evolución son puramente teóricos, porque sus secuencias principales duran más que la edad actual del universo, así que ninguna de las estrellas en este rango de masas ha evolucionado lo suficiente como para tener evidencias observacionales. Se cree que su evolución procederá como para las estrellas de masa mediana, a excepción de que la temperatura en su interior nunca se elevará lo suficiente como para llegar a la ignición del helio. El hidrógeno continuará quemándose en una capa, pero finalmente se agotará. La estrella entonces simplemente se hará más y más fría, terminando después de unos 50.000 millones de años o más como una enana negra.

## Datos de la secuencia principal

Esquema de las diferentes estructuras presentes en las estrellas de la secuencia principal. Estas pueden ser muy variadas. (Ver:Radiación y convección de la secuencia principal.) Los valores del diagrama están dados en masas solares. Los tamaños no están a escala, son meramente orientativos.

### Parámetros de muestra
La siguiente tabla muestra los valores típicos para las estrellas en la secuencia principal. Los valores de luminosidad (  L ), radio ( R ) y masa (  M ) son en relación con el Sol,que es una estrella enana con una clasificación espectral de G2V. Los valores reales de una estrella puede variar hasta en un 20 a 30% de los valores que se indican a continuación.
| Clase estelar | Radio  | Masa   | Luminosidad | Temperatura | Ejemplos[12]              |
| ------------- | ------ | ------ | ----------- | ----------- | ------------------------- |
| Clase estelar | R/(R☉) | M/(M☉) | L/(L☉)      | K           | Ejemplos[12]              |
| O6            | 18     | 40     | 500.000     | 38.000      | Theta1 Orionis C          |
| B0            | 7,4    | 18     | 20.000      | 30,000      | Phi1 Orionis              |
| B5            | 3,8    | 6,5    | 800         | 16.400      | Pi Andromedae A           |
| A0            | 2,5    | 3,2    | 80          | 10.800      | Alpha Coronae Borealis A  |
| A5            | 1,7    | 2,1    | 20          | 8.620       | Beta Pictoris             |
| F0            | 1.3    | 1.7    | 6           | 7.240       | Gamma Virginis            |
| F5            | 1,2    | 1,3    | 2,5         | 6.540       | Eta Arietis               |
| G0            | 1,05   | 1,10   | 1,26        | 5.920       | Beta Comae Berenices      |
| G2            | 1,00   | 1,00   | 1,00        | 5.780       | Sol[note 1]               |
| G5            | 0,93   | 0,93   | 0,79        | 5.610       | Alpha Mensae              |
| K0            | 0,85   | 0,78   | 0,40        | 5.240       | 70 Ophiuchi A             |
| K5            | 0,74   | 0,69   | 0,16        | 4.410       | 61 Cygni A[13]            |
| M0            | 0,63   | 0,47   | 0,063       | 3.920       | Gliese 185[14]            |
| M5            | 0,32   | 0,21   | 0,0079      | 3.120       | EZ Aquarii A              |
| M8            | 0,13   | 0,10   | 0,0008      | 2.660       | Van Biesbroeck's star[15] |

## La secuencia principal como fase evolutiva
La secuencia principal es la fase en que una estrella quema hidrógeno en su núcleo mediante fusión nuclear. Una vez instalada en la secuencia principal la estrella se compone de un núcleo donde tiene lugar la fusión del hidrógeno al helio y un manto que transmite la energía generada hacia la superficie. La mayor parte de las estrellas pasan el 90% de su vida, aproximadamente, en la secuencia principal del diagrama de Hertzsprung-Russell. En esta fase las estrellas consumen su combustible nuclear de manera gradual pudiendo permanecer estables por periodos de tiempo de 2-3 millones de años, en el caso de las estrellas más grandes y calientes, a miles de millones de años si se trata de estrellas de tamaño medio como el Sol, o hasta decenas o incluso centenares de miles de millones de años en el caso de estrellas de poca masa como las enanas rojas. Lentamente, la cantidad de hidrógeno disponible en el núcleo disminuye, con lo que ésta ha de contraerse para aumentar su temperatura y poder detener su colapso gravitacional. Las temperaturas del núcleo estelar más elevadas permiten fusionar, progresivamente, nuevas capas de hidrógeno sin procesar. Por este motivo las estrellas aumentan su luminosidad a lo largo de la secuencia principal de forma paulatina y regular. Cuando el hidrógeno del núcleo finalmente se agota la estrella sufre unas rápidas transformaciones que la convierten en gigante roja. A lo largo de toda esta etapa solamente habrá procesado el 10% de su masa.

## Reacciones nucleares en la secuencia principal
En una estrella de secuencia principal distinguimos dos modos de quemar el hidrógeno del núcleo. Se podría pensar que la nucleosíntesis del hidrógeno en helio se realiza mediante el choque de cuatro protones. Pero este tipo de choques múltiples son mucho más improbables que las colisiones por parejas. Por eso la combustión se realiza mediante cadenas de reacciones que conducen al helio-4. Lo que determinará a través de qué cadena o ciclo quema su hidrógeno será la masa de la propia estrella, pues el valor de ésta determina las condiciones de presión y temperatura de su núcleo.

### Cadenas PP ( M < 1,5 MSol)
Las cadenas protón - protón se llaman así porque son aquel conjunto de reacciones que parten de la fusión de un ion de hidrógeno con otro igual, o lo que es lo mismo, de un protón con otro protón. Se distinguen tres cadenas distintas. La PPI, PPII y la PPIII. Cada una con una probabilidad de ocurrencia distinta según la temperatura del núcleo. La fusión del hidrógeno mediante las cadenas PP se da en todas las estrellas pero en las más masivas su contribución es mínima. Dicha reacción solo predomina hasta las 1,5 masas solares. Por debajo de las 0,08 masas solares no existe fusión del hidrógeno y tendremos una estrella abortada, es decir una enana marrón. En el diagrama que viene a continuación salen representadas las tres cadenas PP. También se citan los porcentajes de ocurrencia en el Sol y se indica el balance energético de cada reacción. Las proporciones de las tres cadenas varían según la temperatura.
PPI: 26.20MeV. 90% Dominante desde los 10 hasta los 14 MK (Por debajo de 10MK no hay apenas fusión.)

PPII: 25.67MeV. 10% Dominante entre los 14 y los 23 MK

PPIII: 19.20MeV. 0.001% Dominante a partir de los 23 MK

El núcleo del Sol tiene una temperatura media menor que 14 megakelvins por lo que es lógico que la rama mayoritaria sea la PPI.
De todas las reacciones que se dan en el proceso la que tiene el tiempo característico más grande recibe el nombre de reacción limitante. Esto es porque el tiempo de la reacción más lenta es la que marca el tiempo de todo el proceso. En el caso de las cadenas PP la reacción limitante es la primera de todas, la combinación de los dos protones.

¹H + ¹H → ²H + e+ + ν (τ ~ 7·109 años)

### Ciclo CNO ( M > 1.5 MSol)
Las siglas del ciclo CNO hacen referencia a los elementos que intervienen en sus reacciones, el carbono, el nitrógeno y el oxígeno. Este conjunto de reacciones usa el carbono-12 como catalizador nuclear. Es decir que interviene en la reacción inicial para luego ser devuelto como producto final, pudiendo volver a utilizarse en un nuevo ciclo. En el diagrama se muestra un segundo canal de salida con una probabilidad de ocurrencia de una vez cada 10 000 reacciones, pero el nitrógeno-14 que da como subproducto puede, igualmente, ser reprocesado. La reacción más lenta es la del nitrógeno-14 más un protón que arroja un tiempo limitante de 3·108 años, un orden de magnitud inferior al de las cadenas PP. Esto hace que el C-12 del núcleo vaya pasando a N-14 hasta llegar a un equilibrio. El hecho que se utilice como catalizador al carbono hace que el ciclo CNO sea, hasta cierto punto, dependiente de la metalicidad de la estrella. A las primeras estrellas que se formaron en el universo les fue imposible fusionar el hidrógeno mediante este ciclo de reacciones por lo que, es de suponer, que tuvieran la masa que tuvieran todas ellas fusionarían su combustible mediante cadenas PP lo que haría que duraran algo más de tiempo que las supergigantes actuales.

### Comparación entre las cadenas PP y el ciclo CNO
En el ciclo CNO los neutrinos se llevan más energía que en las cadenas PP por lo que εPP > εCNO para cada núcleo de helio producido.
Cadenas PP: Tc < 2·107K || M < 1,5MSol || εPP~ ρT4 || τ ~ 7·109 años

Ciclo CNO: Tc > 2·107K || M > 1,5MSol || εCNO~ ρT17 || τ ~ 3·108 años

El ciclo CNO es mucho más dependiente de la temperatura que las cadenas PP por lo que a temperaturas elevadas (a partir de 2·107K) pasa a ser la reacción dominante y la que aporta el grueso de la energía de la estrella algo que solo se da a partir de 1,5 masas solares. Debido a esa gran dependencia con la temperatura los núcleos CNO son pequeños y convectivos mientras que los PP son mayores y radiativos. El menor tiempo limitante de las estrellas CNO también hace que consuman en mucho menos tiempo su hidrógeno.
Como se ve en el diagrama adjunto, el ciclo CNO empieza a producirse a temperaturas en torno a los 12,5 millones de grados pero no es hasta los 20 millones cuando, realmente, domina. En el Sol dominan totalmente las cadenas PP siendo así que el 98,5% de la energía generada es a través de dicho mecanismo, mientras que solo el 1,5% restante se produce gracias al ciclo CNO. Pero con que nuestra estrella fuera un 20% más masiva, la energía ya provendría, mayoritariamente, de las reacciones CNO. Obsérvese en el gráfico adjunto que la escala vertical, que representa la energía, es logarítmica.

## Posición de la secuencia principal en el diagrama de Hertzsprung-Russell
Un vistazo al diagrama de Hertzsprung-Russell revela que la secuencia principal cruza el diagrama aproximadamente en una diagonal arriba izquierda a abajo derecha. Este comportamiento se puede entender haciendo unas simplificaciones a las ecuaciones de estructura estelar. De ellas se pueden derivar las relaciones
{\displaystyle L\propto M^{3}}
y
{\displaystyle R\propto M^{3/4}}.
Éstas caracterizan de manera aproximada las estrellas de la secuencia principal. Además se pueden derivar
{\displaystyle L\propto R^{4}}.
y finalmente
{\displaystyle L\propto T_{\text{ef}}^{8}}.
En el diagrama de Hertzsprung-Russell aparecen en la abscisa y ordenada los logaritmos de {\displaystyle T_{\text{eff}}} y {\displaystyle L}, respectivamente. Tomando el logaritmo de la última relación se obtiene:
{\displaystyle \log L=8\log T_{\text{ef}}}
es decir una línea recta con pendiente 8, la secuencia principal.

## Nota
1. ↑  El Sol es una estrella del tipo G2V típica.